# Sinocoelotes hehuaensis
Espèce
Sinocoelotes hehuaensis est une espèce d'araignées aranéomorphes de la famille des Agelenidae.

## Distribution
Cette espèce est endémique du Yunnan en Chine,. Elle se rencontre dans le xian de Xiangyun vers 2 307 m d'altitude dans les Cangshan.

## Description
Le mâle holotype mesure 7,04 mm et la femelle paratype 13,20 mm.

## Étymologie
Son nom d'espèce, composé de hehua et du suffixe latin -ensis, « qui vit dans, qui habite », lui a été donné en référence au lieu de sa découverte, Hehua.

## Publication originale
- Chen, Zhao & Li, 2016 : Sinocoelotes gen. n., a new genus of the subfamily Coelotinae (Araneae, Agelenidae) from Southeast Asia. ZooKeys, no 614, p. 51-86 (texte intégral).